# ナサニエル・ロチェスター
ネイサン・ロチェスター (Nathan Rochester) として知られる、ナサニエル・ロチェスター（Nathaniel Rochester、1919年1月14日 - 2001年6月8日）は、IBM 701を設計し、最初のアセンブリ言語を書き、人工頭脳分野の創設に参加した、アメリカ合衆国の計算機科学者。

## 初期の業績
ロチェスターは、1941年に電気工学の理学士 (B.S.) を得てマサチューセッツ工科大学 (MIT) を卒業した。そのままMITに残って放射線研究所 (Radiation Laboratory) に3年間勤めた後、シルバニア・エレクトリック・プロダクツ (Sylvania Electric Products) に移り、レーダーなどの軍用装備の設計と設置の責任者となった。MIT が開発した Whirlwind I の算術エレメントを作ったのは、ロチェスターのグループだった。

## IBM 701 コンピュータ
1948年、ロチェスターはIBMに移り、世界で初めて大量生産された汎用型コンピュータ、IBM 701を設計した。ロチェスターは最初のシンボルを用いたアセンブリ言語を作り出し、これによってプログラムが、純粋な数字の羅列やパンチされたコードによってではなく、短く理解しやすいコマンドで書かれることを可能にした。ロチェスターは、IBM 700シリーズの主任技術者となった。

## 人工知能
1955年、IBMは、ロチェスターを代表者としてパターン認識、情報理論、スイッチング回路理論を研究するグループを組織した。このグループの課題のひとつは、IBM 704 コンピュータの上で、抽象的なニューラルネットワークのふるまいをシミュレーションすることであった。
この年の夏、ダートマス大学の若き数学者ジョン・マッカーシーも、IBMで仕事をしていた。マッカーシーとマービン・ミンスキーは、知能をもった機械という着想について真剣に話し始めていた。2人はロチェスターとクロード・シャノンにアプローチして、この主題についての会議を開くことを提案した。ロチェスターとシャノンという年上の科学者たちの支持を得たことで、マッカーシーとミンスキーは、ロックフェラー財団から7千ドルを引き出すことに成功し、1956年夏に会議が開催された。後に「ダートマス会議」として知られるようになったこの会議は、「人工知能の誕生」の場であったと一般的に考えられている。
その後もロチェスターは、アーサー・サミュエルのチェッカー・プログラムや、ハーバート・ジェラーンター (Herbert Gelernter) の幾何学定理証明機、アレックス・バーンスタイン (Alex Bernstein) のチェス・プログラムなど、IBMにおける人工知能プロジェクトを監督し続けた。1958年、MITの客員教授となっていたロチェスターは、プログラム言語LISPの開発にあたっていたマッカーシーを支援した。
IBMで開発された人工知能プログラムは、パブリシティで大きく取り上げられるようになり、『サイエンティフィック・アメリカン』誌から『ニューヨーク・タイムズ』紙まで大きく記事が出るようになった。IBMの株主たちは、どうしてこんな「くだらないこと」に研究費が投じられるのか説明しろと、当時IBMの社長だったトーマス・J・ワトソンに圧力をかけた。加えて、IBMのマーケティング担当者たちも、顧客たちが「電子脳 (electronic brains)」とか「思考機械 (thinking machines)」といったアイデアに対して恐怖心を抱いていることに気付き始めた。1960年ころに書かれた、ある社内向けの報告書は、IBM は AI への支援を止めるべきだと勧告し、それにしたがって AIプログラムを打ち切り、「コンピュータは命じられたことだけができます」というメッセージを積極的に広めるようになった。

## 後年の業績
1960年代にも、ロチェスターはIBMに務め、低温物理学やトンネルダイオードの技術を用いた回路など、先端的研究の指揮にあたった。その後、ロチェスターはIBMのデータ・システム部門に参加し、プログラム言語の開発にあたり、計算機科学を前進させた。